# Piekielnik (skała)
Piekielnik (niem.  Tartarenstein, 620 m n.p.m.)  – skała w Karkonoszach.
Granitowa skała o wysokości 15 m położona nad Kamienną w mieście Szklarska Poręba.

## Szlaki turystyczne
U podnóża skały biegnie szlak turystyczny:
- zielony Szklarska Poręba - Michałowice[1].